# Víctor (simbolo)

Un esempio del simbolo del víctor.

Il víctor (o vítor) è un simbolo che si trova spesso dipinto sui muri di alcune università spagnole e latinoamericane per celebrare gli studenti che hanno conseguito il titolo di dottorato.
Secondo la tradizione infatti, quando uno studente conseguiva il dottorato, dipingeva con una vernice rossa o nera un simbolo di vittoria sui muri dell'università  insieme al proprio nome. Il simbolo è costituito dalle lettere V, I, C, T, O e R (anche se in alcuni casi la lettera C viene omessa) disposte in un monogramma che varia da simbolo a simbolo. Talvolta il simbolo viene utilizzato per commemorare una persona illustre che aveva visitato l'università o che aveva un legame speciale con questa.
L'usanza del víctor risale al XIV secolo ed il simbolo è stato storicamente utilizzato nelle università più antiche del mondo ispanofono, come l'Università di Salamanca, di Alcalá, di Siviglia o l'Universidad Nacional Mayor de San Marcos a Lima.
Alla fine della guerra civile spagnola, il simbolo del vincitore venne adottato dai nazionalisti come simbolo della loro vittoria e divenne l'emblema personale del dittatore Francisco Franco.